# Dassonville
Dassonville, plným označením Procureur du Roi vs. Benoît and Gustave Dassonville (8/74), byl judikát Evropského soudního dvora z roku 1974. Soud podrobně definoval pojem opatření s rovnocenným účinkem jako kvantitativní opatření.

## Skutková podstata
Belgický právní předpis zakazoval prodej Skotské whisky bez osvědčení o pravosti vydaného zemí původu, tedy Velkou Británií. Dassonville dovážel dvě značky Skotské whisky od dodavatelů z Francie, kde podobné omezení neplatilo a proto osvědčení neměl. Dassonville si však vytvořil vlastní osvědčení, za což byl následně trestně stíhán. Dovozce argumentoval, že se jedná o opatření s rovnocenným účinkem jako kvantitativní opatření zakázané Smlouvou o Evropském hospodářském společenství (EHS).

## Rozhodnutí soudu
Evropský soudní dvůr rozhodl, že belgický zákon představuje opatření s rovnocenným účinkem jako kvantitativní omezení a je tak v rozporu se Smlouvou o EHS. Současně definoval samotný pojem a Dassonville se tak stal významným judikátem evropského práva.
| „ | Všechna obchodní pravidla upravená právem členských států, která přímo nebo nepřímo, skutečně nebo potenciálně brání obchodu mezi členskými státy, je nutné považovat za opatření mající rovnocenný účinek jako kvantitativní omezení. | “ |

Soud argumentoval, že pro dovozce nakupujícího zboží od distributora z jiné země než země původu je obtížnější získat osvědčení o pravosti než pro dovozce nakupujícího přímo v zemi původu. Požadavek osvědčení tak představuje omezení volného pohybu zboží.